# Kungälv

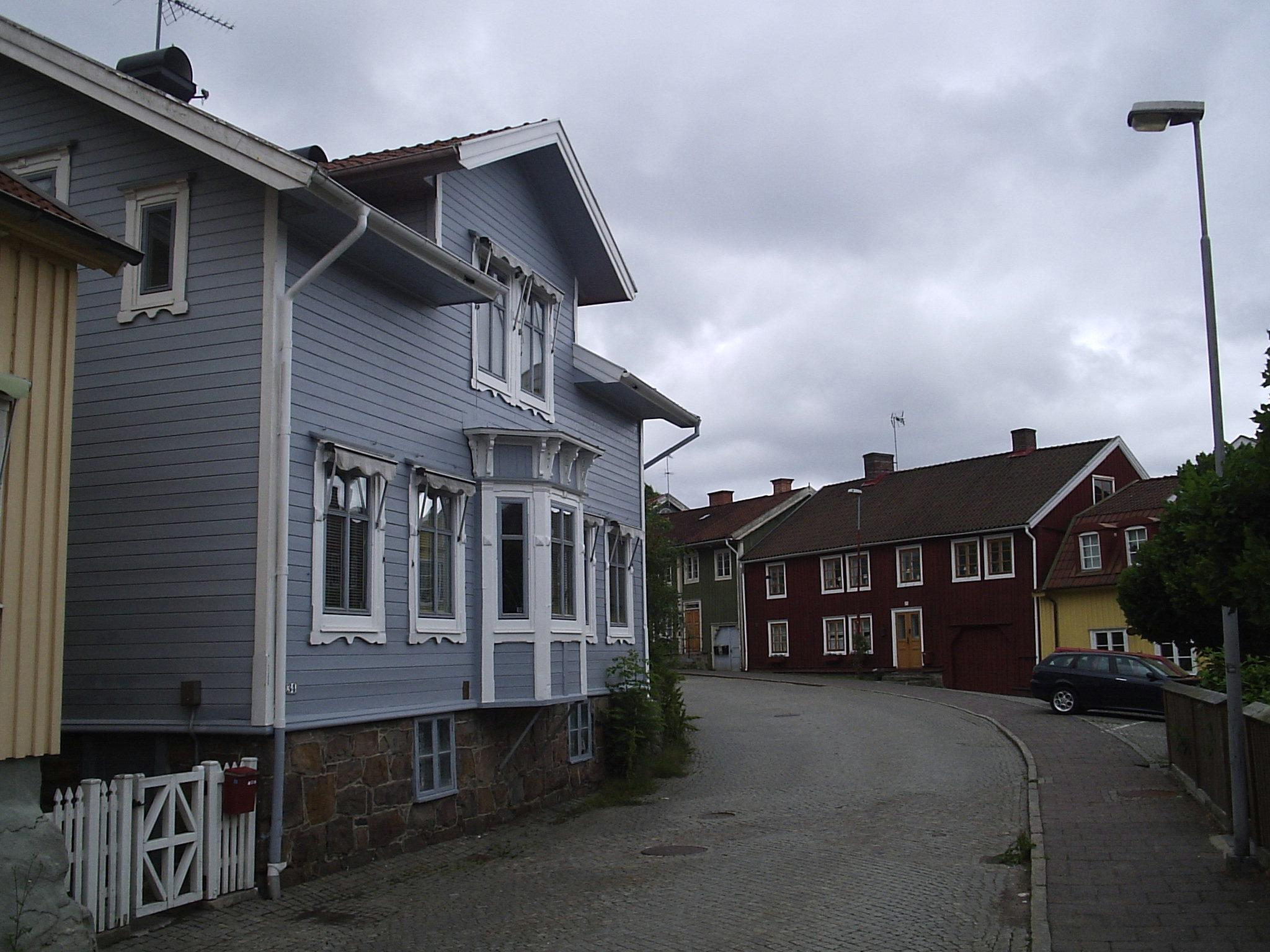
Jedna z ulic na starym mieście w Kungälv

Kungälv − miasto w Szwecji, siedziba władz administracyjnych gminy Kungälv w regionie Västra Götaland. Około 21 139 mieszkańców. 

## Historia
Oficjalne szwedzkie źródła datują założenie miasta Kungälv do roku 1612, kiedy miasto Konghelle po zniszczeniu zostało odbudowane w nowej formie blisko twierdzy Bohus.
W odległym o parę kilometrów Konghelle, w roku 1135, dnia 9 sierpnia oddziały Pomorzan pod wodzą księcia Racibora I, stoczyły zwycięską bitwę.  
Po bitwie wojska pomorskie zostały wysadzone na brzeg, a następnie rozpoczęły oblężenie grodu. W nocy z 9 na 10 sierpnia, po gwałtownym ataku, Konungahela została zdobyta, a po dokładnym złupieniu spalona. Tak wspomina to wydarzenie Snorri Sturluson w swojej sadze:
"Król Racibor i jego zwycięskie wojska ustąpiły i powróciły do Slavii, a wielka liczba ludu, który wzięty był w Konungaheli, potem długo żył u Słowian w niewoli. Wielki port Konungahela nigdy nie wrócił do tego samego stanu co przedtem [...]". 
Pomorzanie do kraju wrócili z tysiącami jeńców i bogatymi łupami.

## Zabytki i atrakcje turystyczne
Do najważniejszych zabytków miasta należą ruiny twierdzy Bohus, zbudowanej w roku 1308. Jest to była norweska twierdza broniąca granicy kraju przed Szwedami. Położone między rzekami i morzem w otoczeniu lasów Kungälv jest atrakcyjnym miejscem na weekendowe wycieczki mieszkańców Göteborga.